# Cosmarium anisochondrum
Cosmarium anisochondrum là một loài Song tinh tảo trong họ Desmidiaceae, thuộc chi Cosmarium.